# Martin Prachař
Martin Prachař (* 23. Dezember 1979 in Kolín) ist ein ehemaliger tschechischer Handballspieler. Zuletzt spielte er beim Schweizer NLA-Verein HSC Suhr Aarau und lief in 42 Spielen für die tschechische Nationalmannschaft auf.
Der 2,04 Meter große und 115 kg schwere Kreisläufer und Abwehrspezialist Prachař spielte anfangs in den nationalen Ligen von Tschechien, Spanien und Rumänien, dort unter anderem für den HCM Constanța. Nachdem Prachař in der Saison 2010/11 für den dänischen Zweitligisten TM Tønder Håndbold aufgelaufen war, schloss er sich im Sommer 2011 dem Schweizer Verein BSV Bern Muri an. 2015 wechselte er zum Ligakonkurrenten HSC Suhr Aarau. Dort beendete er 2019 seine Karriere.